# Callhyccoda viriditrina
Callhyccoda viriditrina là một loài bướm đêm trong họ Noctuidae.